# Pánská jízda (film, 2006)
Pánská jízda (v originále The Groomsmen) je americký hraný film z roku 2006, který režíroval Edward Burns podle vlastního scénáře. Snímek měl světovou premiéru na Waterfront Film Festivalu 9. června 2006.

## Děj
Paulie plánuje svatbu se svou přítelkyní Sue, která je v pátém měsíci těhotenství. Jeho starší bratr Jimbo mu svatbu rozmlouvá. Jimbo Pauliemu závidí, mj. proto, že se jeho vlastní bezdětné manželství rozpadá. Do města se na svatbu vrací T.C., který bez vysvětlení odešel před osmi lety. Před odjezdem se navíc pohádal s bratrancem Mikem. Teprve nyní T.C. přátelům sdělí, že se odstěhoval, protože je gay. Dez je majitelem baru, je ženatý, má dvě děti a ze skupiny přátel je nejspokojenější. Sue není ráda, že Paulie místo přípravy dětského pokoje popíjí se svými kamarády. Nastávající ženich a jeho čtyři přátelé v týdnu před svatbou řeší problémy jako je otcovství, homosexualita, poctivost či dospívání.

## Obsazení
| Edward Burns         | Paulie      |
| Jessica Capshaw      | Jen         |
| Spencer Fox          | Jack        |
| John Leguizamo       | T.C.        |
| Matthew Lillard      | Dez         |
| Donal Logue          | Jimbo       |
| Jay Mohr             | Mike        |
| Brittany Murphyová   | Sue         |
| Heather Burns        | Jules       |
| John F. O'Donohue    | Mikeův otec |
| Joseph O'Keefe       | kněz        |
| Amy Leonard          | Crystal     |
| Arthur J. Nascarella | Mr. B       |